# Оренбурзький обласний драматичний театр імені М. Горького

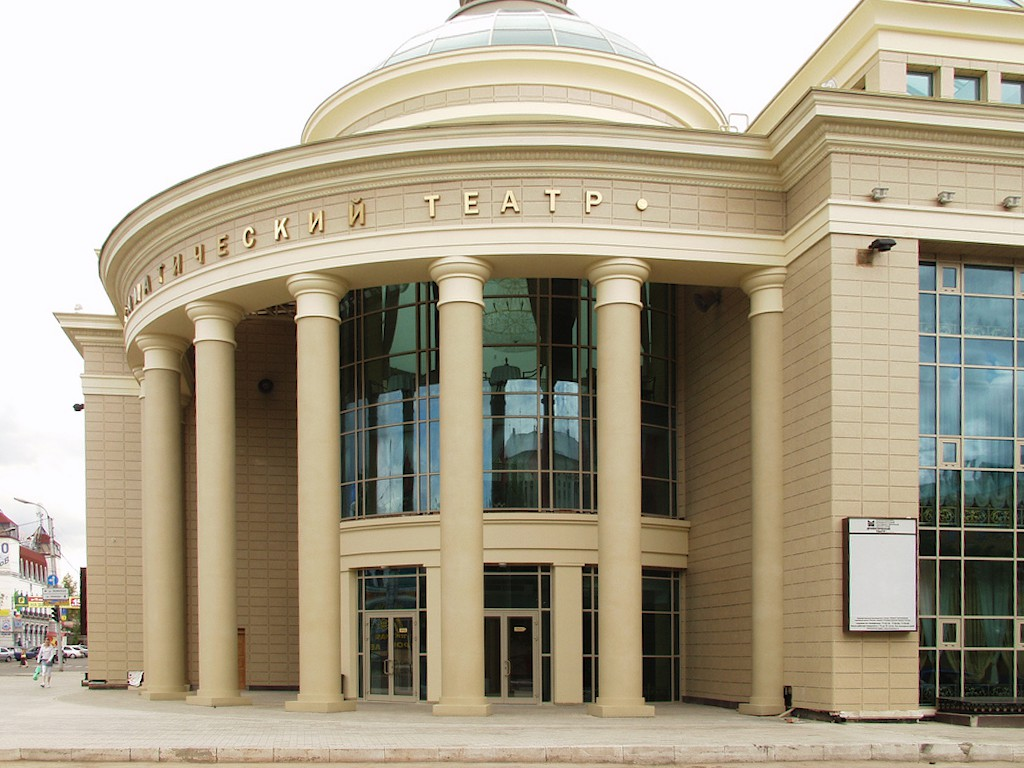

Оренбурзький державний обласний драматичний театр імені М. Горького (рос. Оренбургский государственный областной драматический театр имени М. Горького) — обласний драматичний театр у місті Оренбург, Російська Федерація; один з найстаріших театрів Сибіру — заснований 1869 року. Нині — головна театральна сцена і значний культурний осередок міста та області.

## Опис
Оренбурзький державний обласний драматичний театр імені М. Горького міститься в розкішній історичній будівлі за адресою:
```
вул. Совєтська, буд. 26, м. Оренбург 460000
Оренбурзька область, Російська Федерація
```

Будівля театру побудована в 1830-ті роки, остання її реконструкція була здійснена в 2006 році.
Глядацька зала розрахована на 429 місць. Параметри сцени — 14,0 (ширина) х 10,0 (глибина) х 17,0 (висота) метрів. Також діє мала сцена театру.
Директор-розпорядник закладу — Церемпілов Павло Леонідович, художній керівник театру — народний артист Росії Ісрафілов Ріфкат Вакілович.

## Історія
Від 1856 року в Оренбурзі виступали гастрольні трупи театралів. 
Нарешті 1869 року з'явився репертуарний міський театр, першими постановками якого стали «Нахлебник» І. С. Тургенєва та водевіль «Колечко с бирюзой». 
У різні роки тут виступали П. А. Стрепетова, В. Ф. Коміссаржевська, М. М. Тарханов. У 1898 році, одночасно з МХТ на оренбурзькій сцені була поставлена «Чайка» А. П. Чехова. 
У післяреволюційний період театр здійснив ряд новаторських постановок, у тому числі масове майданне дійство «Осада Емельяном Пугачевым Оренбургской крепости». 
У 1932 Оренбурзькому драмтеатрові присвоєно ім'я поета-революціонера Максима Горького. 
У 1953—71 роки художнім керівником театру був Ю. Іоффе. 
У 1962—79 роках на базі театру існувала філія Школи-студії МХАТу. 
Від 1997 року театром керує Р. В. Ісрафілов. 
На базі Оренбурзького інституту мистецтв відкрито факультет підготовки артистів театру і кіно, випускники якого поповнюють трупу театру. 
В останні роки (1990—2000-ні) колектив Оренбурзького обласного драматичного театру імені М. Горького неодноразово виїжджав на гастролі, в тому числі до Москви, а багато постановок театру неодноразово демонструвалися на всеросійських і міжнародних театральних фестивалях.

## Репертуар
У чинному репертуарі Оренбурзького обласного драматичного театру імені М. Горького (сезон 2010/11 рр.):
вистави на головній сцені:
- «№13, или Чтобы всем было хорошо!» (Рей Куні);
- «А зори здесь тихие...» (Борис Васильєв);
- «Берег неба» (В. Асовський, Л. Зайкаускас);
- «Бесталанная» (Іван Карпенко-Карий);
- «Бешеные деньги» (О. М. Островський);
- «Вестсайдская история» (Л. Бернстайн, А. Лоренц);
- «Женитьба» (М. В. Гоголь);
- «Капитанская дочка» (О. С. Пушкін);
- «Клинический случай» (Р. Куні);
- «Мамапапасынсобака» (Біляна Срблянович);
- «Маскарад» (М. Ю. Лермонтов);
- «Между чашей и губами» (Андрій Кутерницький);
- «Невидимый любовник» (Вальтер Газенклевер);
- «Очень простая история» (М. Ладо);
- «Прощальная гастроль князя К.» (Ф. Достоевський);
- «Свидания в предместье» (А. Вампілов);
- «Три сестры» (А. П. Чехов);
- «Чайка» (А. П. Чехов);
- «Шикарный мужчина» (Сергій Бєлов);
- «Ярослав Мудрый» (Павло Риков).

вистави на малій сцені:
- «Лебединая песня (Калхас)» (А. П. Чехов);
- «Невидимки» (Леонід Зорін);
- «Эти свободные бабочки» (Леонард Герш).

дитячі вистави:
- «Белоснежка и семь гномов» (Л. Устінов, О. Табаков);
- «Кот в сапогах» (А. і С. Шувалови);
- «Малыш и Карлсон, который живет на крыше» (Софія Прокоф'єва за повістю А. Ліндгрен).

## Виноски
1. ↑  Координати (театру) [Архівовано 2011-03-07 у Wayback Machine.] на Офіційна вебсторінка театру (рос.)
2. ↑  Решение исполкома Оренбургского совета народных депутатов № 179 от 13.05.1987
3. ↑  Європейська театральна архітектура — Arts and Theatre Institute.
4. ↑  История театра — ГАУК «ОГОДТ».
5. ↑  Оренбурзький обласний драматичний театр імені М. Горького [Архівовано 21 вересня 2009 у Wayback Machine.] на Енциклопедія «Театральная Россия» (електронна версія) [Архівовано 12 червня 2010 у Wayback Machine.] (рос.)
6. ↑  Репертуар [Архівовано 7 березня 2011 у Wayback Machine.] на Офіційна вебсторінка театру (рос.)